# Philip J. Currie
Philip J. Currie, AOE (Brampton, Ontario, 13 de marzo de 1949) es un paleontólogo canadiense y conservador de museo que ayudó a fundar el Royal Tyrrell Museum of Palaeontology en Drumheller, Alberta, y actualmente es profesor de la Universidad de Alberta en Edmonton. En la década de 1980 se convirtió en director del proyecto de dinosaurios chino-canadiense, la primera asociación cooperativa entre China y un país de Occidente desde las expediciones al centro de Asia en la década de 1920, donde ayudó a describir algunos de los primeros dinosaurios emplumados. Es uno de los editores principales de la influyente Encyclopedia of Dinosaurs, y es experto en terópodos (especialmente Tyrannosauridae), el origen de las aves, así como en los patrones de migración de los dinosaurios y sus comportamientos en rebaños. Fue uno de los modelos reales que sirvieron al escritor Michael Crichton para crear al personaje de Alan Grant para su novela Parque Jurásico.

## Principales obras
- (Con Carpenter K); Dinosaur Systematics: Approaches and Perspectives (Cambridge University Press, 1990), ISBN 0-521-43810-1.
- (Con Sovak J); The flying dinosaurs: the illustrated guide to the evolution of flight (Red Deer College Press, 1991).
- (Con Spinar V.Z. & Sovak J); Great Dinosaurs: From Triassic Through Jurassic to Cretaceous (Borders Press, 1994).
- (Con Koppelhus E.B.); 101 Questions about Dinosaurs, (Dover Publications, 1996) ISBN 0-486-29172-3.
- (Con Padian K); Encyclopedia of Dinosaurs (Academic Press, 1997) ISBN 0-12-226810-5.
- (Con Mastin C.O. & Sovak J); The Newest and Coolest Dinosaurs (Grasshopper Books, 1998).
- (Con Tanka S, Sereno P.J. & Norell M); Graveyards of the dinosaurs: what it's like to discover prehistoric creatures (Hyperion Books for Children, 1998).
- (Con Sovak J & Felber E.P), A Moment in Time with Troodon (Fitzhenry & Whiteside, 2001).
- (Con Koppelhus E.B. & Sovak J); A Moment in Time with Sinosauropteryx (Fitzhenry & Whiteside, 2001).
- (Con Felber E.P. & Sovak J); A Moment in Time with Albertosaurus (Troodon Productions, 2001).
- (Con Koppelhus E.B. & Sovak J); A Moment in Time with Centrosaurus (Fitzhenry & Whiteside, 2001).
- (Con Koppelhus E, Orsen M.J., Norell M, Hopp T.P., Bakker R et.al); Feathred Dragons: Studies on the Transition from Dinosaurs to Birds (Indiana University Press, 2004) ISBN 0-253-34373-9.
- (Con Špinar Z.V., Spinar V.S. & Sovak J); The Great Dinosaurs: A Study of the Giants' Evolution (Caxton Editions, 2004).
- (Con Koppelhus E.B.); Dinosaur Provincial Park: a spectacular ancient ecosystem revealed, Vol. 1 (Indiana University Press, 2005) ISBN 0-253-34595-2.
- (Con Tanke D.H. & Langston W); A new horned dinosaur from an Upper Cretaceous bonebed in Alberta (NRC Research Press, 2008).

## Artículos escogidos
- Currie, Philip J. (ed.) (1993). «Results from the Sino-Canadian Dinosaur Project». Canadian Journal of Earth Sciences 30: 1997-2272.
- Currie, Philip J. (ed.) (1996). «Results from the Sino-Canadian Dinosaur Project, Part 2». Canadian Journal of Earth Sciences 33: 511-648.